# Deçani
Deçani o Dečani (en albanès: Deçani, en serbi: Дечани, transcrit: Dečani) és una ciutat de l'est de Kosovo, coneguda pel seu monestir de Visoki Dečani de l'Església Ortodoxa Sèrbia.